# Greasemonkey
Greasemonkey é uma extensão para o navegador de web Mozilla Firefox, que modifica a exibição das páginas de determinados sites, mudando o layout, adicionando ou retirando botões e formulários etc. Ele funciona com base em scripts na linguagem JavaScript, que são instalados pelo utilizador.